# Надежда III
„Надежда III“ е квартал на град София, България, разположен в район „Надежда“ (с малка част в район „Връбница“), на 4,5 километра северозападно от центъра на града.
Квартал „Надежда III“ е ограден от булевард „Ломско шосе“, улиците „Христо Силянов“, „Владимир Зограф“ и „Бели Дунав“ и железопътната линия „София – Драгоман“. Граничи с кварталите „Надежда IV“ на североизток, „Надежда I“ на югоизток, „Модерно предградие“ на югозапад и „Връбница-1“ на северозапад.

## Обществена инфраструктура
На територията на квартала се намира 153-та профилирана гимназия „Неофит Рилски“.

## Улици и произход на имената им
| Път                      | Наречен на                                                           | Местоположение |
| ------------------------ | -------------------------------------------------------------------- | -------------- |
| „222“                    | –                                                                    | Карта          |
| „229“                    | –                                                                    | Карта          |
| „278“                    | –                                                                    | Карта          |
| „280“                    | –                                                                    | Карта          |
| „Алеко Богориди“         | Александър Богориди (1822 – 1910), политик                           | Карта          |
| „Алмус“                  | Алмус, римско селище в Ломско                                        | Карта          |
| „Бели Дунав“             | Дунав, река в Европа                                                 | Карта          |
| „Владимир Зограф“        | ?                                                                    | Карта          |
| „Враил“                  | ?                                                                    | Карта          |
| „Георги Войтех“          | Георги Войтех (? – 1072), аристократ                                 | Карта          |
| „Георги Стаматов“        | Георги Стаматов (1869 – 1942), писател                               | Карта          |
| „Д-р Кръстьо Къстев“     | Кръстьо Кръстев (1866 – 1919), литературен критик                    | Карта          |
| „Житен“                  | Житен, село в Софийско                                               | Карта          |
| „Капитан Атанас Бендрев“ | Анастас Бендерев (1859 – 1946), офицер                               | Карта          |
| „Кумановски бой“         | Страцинско-Кумановска операция, операция през Втората световна война | Карта          |
| „Леви Искър“             | Леви Искър, река в Рила                                              | Карта          |
| „Ломско шосе“            | Лом, град в Северозападна България                                   | Карта          |
| „Магнолия“               | Магнолия (Magnolia), род растения                                    | Карта          |
| „Мартина падина“         | ?                                                                    | Карта          |
| „Парижка комуна“         | Парижка комуна (1871), революционно местно правителство във Франция  | Карта          |
| „Подпоручик Футеков“     | ?                                                                    | Карта          |
| „Ръжана“                 | Ръжана, село в Ихтиманско                                            | Карта          |
| „Танкист“                | Танкист, занятие                                                     | Карта          |
| „Теодор Теодоров“        | Теодор Теодоров (1859 – 1924), политик                               | Карта          |
| „Теодор Траянов“         | Теодор Траянов (1882 – 1945), поет                                   | Карта          |
| „Хан Кубрат“             | Кубрат (605 – 665), владетел на Стара Велика България                | Карта          |
| „Христо Силянов“         | Христо Силянов (1880 – 1939), революционер                           | Карта          |
| „Царевец“                | Царевец, местност във Велико Търново                                 | Карта          |
| „Явор“                   | Явор (Acer), род растения                                            | Карта          |